# Kevin Youkilis
Kevin Edmund Youkilis (né le 15 mars 1979 à Cincinnati, Ohio, États-Unis), est un ancien joueur de troisième but et de premier but de baseball. Il évolue de 2004 à 2013 dans la Ligue majeure de baseball, jouant 9 de ses 10 saisons avec les Red Sox de Boston.
Trois fois honoré d'une sélection au match des étoiles, Youkilis a remporté un Gant doré pour son jeu défensif au premier but et est un champion des Séries mondiales de 2004 et 2007 avec les Red Sox.

## Carrière

### Red Sox de Boston
Joueur des Bearcats de l'Université de Cincinnati, Kevin Youkilis est repeché en 8e ronde par les Red Sox de Boston en 2001.
Il commence sa carrière dans le baseball majeur avec Boston le 15 mai 2004. Il ne fait qu'une brève apparition dans les séries éliminatoires qui suivent cette première saison régulière et, sans pourtant jouer dans la Série mondiale entre les Red Sox et les Cardinals de Saint-Louis, il fait partie de l'équipe bostonnaise championne de la finale de 2004 du baseball.

#### Saison 2006
Utilisé principalement au troisième but comme réserviste à ses deux premières années à Boston, Youkilis devient joueur régulier des Sox dès 2006 alors qu'il prend à temps plein le poste de joueur de premier but qui était occupé par Kevin Millar, maintenant parti à Baltimore. En 147 parties jouées en 2006, Youkilis frappe 13 circuits et totalise 72 points produits. Il s'impose comme l'un des bons frappeurs de doubles de la Ligue américaine avec 42 et établit son record personnel de 100 points marqués.

#### Saison 2007
En 2007, il frappe 16 circuits et produit 83 points. Son jeu est récompensé du Gant doré du meilleur joueur de premier but défensif de l'Américaine. Champions de la division Est, les Red Sox remportent la Série mondiale 2007. Dans la Série de championnat qui la précède, Youkilis frappe pour ,500 de moyenne au bâton avec 14 coups sûrs, 3 circuits, 7 points produits et 10 points marqués en 7 matchs face aux Indians de Cleveland.

#### Saison 2008
En 2008, Youkilis connaît la meilleure saison de sa carrière avec 29 circuits, 43 doubles, 115 points produits et une moyenne au bâton de ,312. Il honore à la mi-saison sa première invitation au match des étoiles et termine 3e au vote déterminant le joueur par excellence de la saison en Ligue américaine, derrière son coéquipier Dustin Pedroia et Justin Morneau des Twins du Minnesota. Il frappe pour ,333 en 7 matchs avec 2 circuits et 6 points produits en Série de championnat 2008 mais les Red Sox voient leur nouveau parcours vers la Série mondiale freiné par les Rays de Tampa Bay. Le 16 octobre, dans le 5e match de la finale de la Ligue américaine, les Sox accomplissent le 2e plus spectaculaire retour de l'histoire des éliminatoires en comblant un déficit de 0-7 pour battre Tampa 8-7 et c'est Youkilis qui marque le point gagnant.

#### Saison 2009

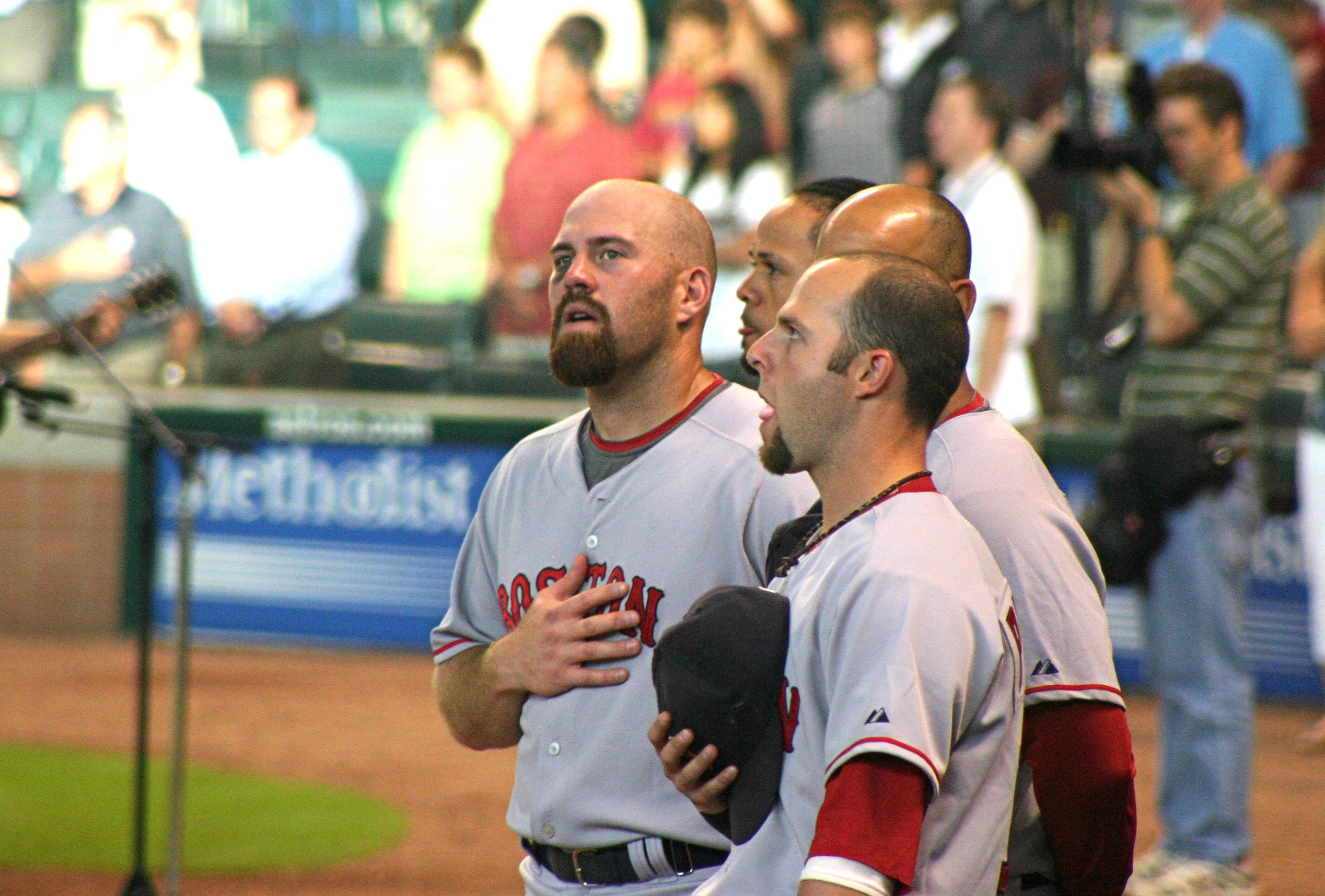
À gauche, Kevin Youkilis.

Les succès de 2008 se transportent sur la saison 2009 pour Youkilis, alors qu'il claque 27 circuits, produit 94 points en 136 matchs et affiche une moyenne au bâton de ,302. Invité à la partie d'étoiles pour la seconde fois, il est de nouveau considéré au titre de meilleur joueur de la saison mais termine en 6e place du vote gagné par Joe Mauer des Twins. Youkilis termine deuxième de l'Américaine derrière Mauer pour la moyenne de présence sur les buts (,413).

#### Saison 2010
La saison 2010 est décevante pour les Red Sox, qui voient un très grand nombre de leurs joueurs passer par la liste des blessés. Youkilis, qui connaît un début de saison digne de ses deux campagnes précédentes, n'y fait pas exception alors qu'une blessure au pouce le tient à l'écart du jeu. Il dispute son dernier match le 2 août et subit une intervention chirurgicale qui met fin à sa saison. En 102 matchs jouées en 2010, Youkilis affiche une moyenne au bâton de ,307 avec 19 circuits et 62 points produits.

#### Saison 2011

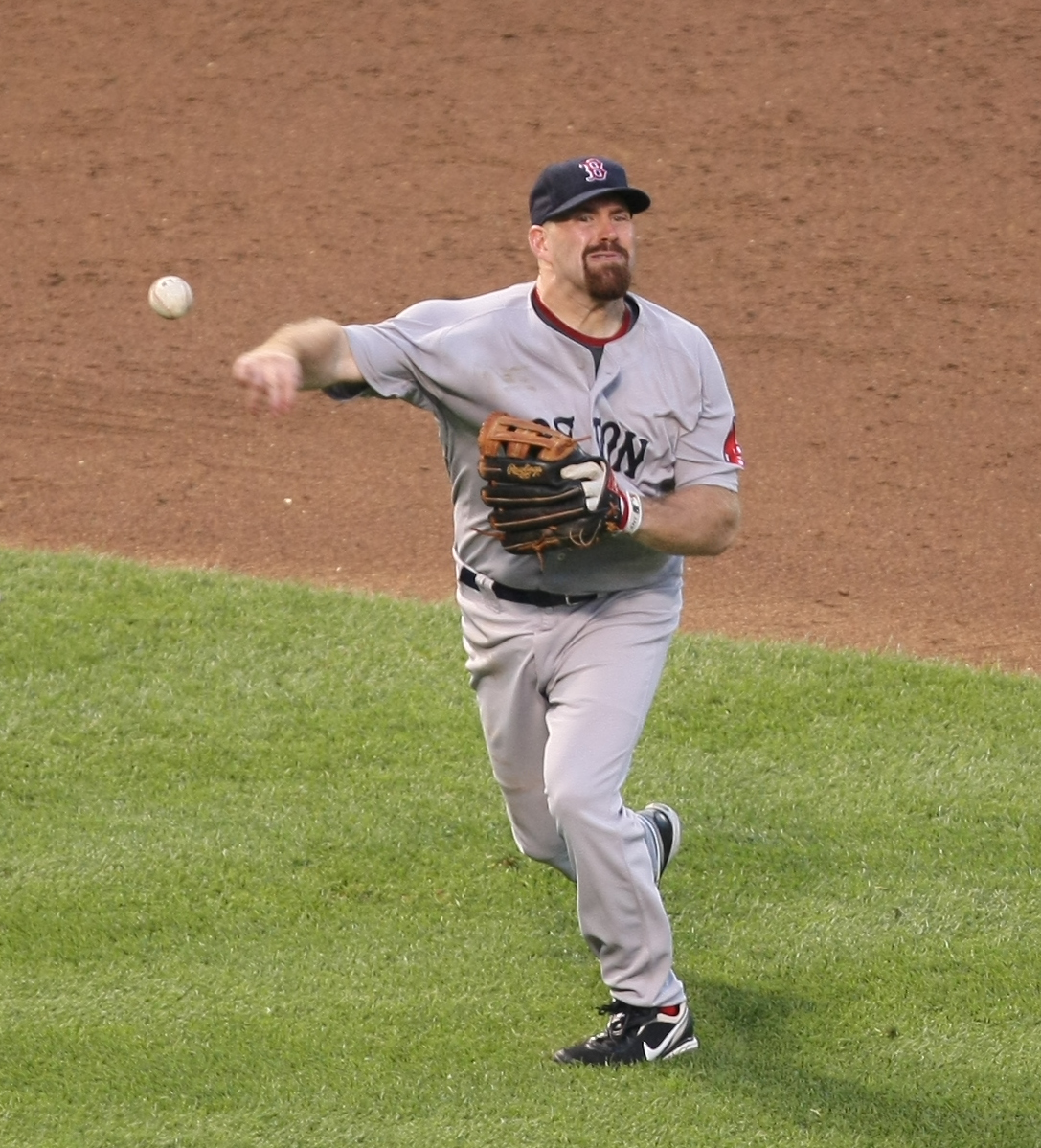
Kevin Youkilis en 2009 avec les Red Sox de Boston.

Le joueur des Red Sox retrouve le troisième but en 2011 à l'arrivée du joueur de premier but étoile Adrian Gonzalez, acquis de San Diego. Youkilis frappe 17 circuits et produit 80 points en 120 matchs mais sa moyenne au bâton chute à ,258. Il reçoit néanmoins à la mi-saison sa troisième invitation au match d'étoiles.

### White Sox de Chicago
Le 24 juin 2012, Youkilis est échangé aux White Sox de Chicago en retour de Brent Lillibridge et Zach Stewart. Il frappe pour ,236 avec 15 circuits et 46 points produits en 80 matchs pour Chicago, terminant sa saison 2012 avec 19 circuits et 60 points produits en 122 matchs joués pour deux clubs.

### Yankees de New York
Le 14 décembre 2012, Youkilis devient officiellement membre des grands rivaux des Red Sox, les Yankees de New York, avec qui il signe un contrat d'une saison. Appelé en renfort par les Yankees pendant la convalescence de leur joueur de troisième but blessé Alex Rodriguez, Youkilis ne dispute que 28 parties pour les Yankees durant la saison 2013. Son dernier match avec le club est joué le 13 juin et il passe sous le bistouri une semaine plus tard pour une hernie discale.

### Tohoku Rakuten Golden Eagles
Kevin Youkilis signe un contrat d'un an pour évoluer en 2014 au Japon avec les Tohoku Rakuten Golden Eagles de la Ligue Pacifique.

## Vie personnelle
Malgré son nom de famille grec, Kevin Youkilis a des origines juives roumaines. Au XIXe siècle, son ancêtre change son nom roumain de Weiner pour Youkilis afin d'éviter la conscription et les Cosaques antisémites. Kevin Youkilis ne parle pas le grec et dit regretter de ne pas pouvoir converser avec les nombreux fans qui l'abordent dans cette langue.
Kevin Youkilis a été surnommé The Greek God of Walks (Le Dieu grec des buts-sur-balles) dans le livre Moneyball.